# Artaxa digramma
Artaxa digramma är en fjärilsart som beskrevs av Jean Baptiste Boisduval 1844. Artaxa digramma ingår i släktet Artaxa och familjen tofsspinnare. Inga underarter finns listade i Catalogue of Life.